# ラティーヌス

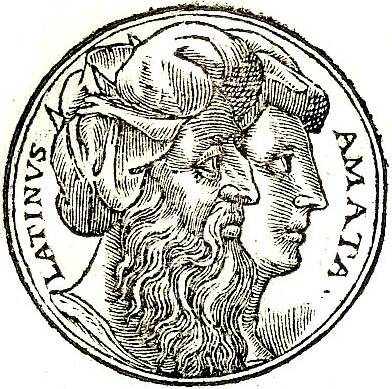
中世時代に描かれたラティーヌスと妻アマータ

ラティーヌス（Lătīnŭs）はラテン人の起源神話に登場する神で、ローマ神話やローマ建国神話に登場するラテン人の王。
ヘーシオドスが書き残したギリシア神話についての伝承である『神統記』においても神々の一人として登場する。

## 概要
『神統記』ではオデュッセウスとキルケーの子として登場する。ラテン人の起源神話では民族の祖として崇められ、複数の国々に分かれていたラテン人にとって同族意識の要であった。そのラテン人による国家である古代ローマでもラティーヌス信仰は引き継がれたが、後にギリシア神話とローマ神話が結合されると、次第にラテン民族を擬人化した概念へと置き換えられていった。
ローマ建国神話では賢明なラテン人の王として登場し、アエネーイスと自らの娘ラウィーニアを婚姻させ、ローマ・ラテン・トロイアの三者を結びつける役割を担い、ローマの建国者ロームルス王と王弟レムスの祖とされた。

## 伝説
ラティーヌスを信仰する文化が定着した経緯は解明されていないが、紀元前1000年頃に西イタリック人の一派であったラテン人がアルバ・ロンガを中心としたラティウムに定住すると、彼らから民族の祖として崇拝されるようになった。一方、紀元前7世紀頃に成立したギリシア神話の伝承であるヘーシオドスの『神統記』において、その存在が言及されている。ヘーシオドスによれば、魔女キルケーの虜とされた英雄オデュッセウスが儲けた子供の一人にラティーノスという名の子がおり、アグリオスとテーレゴノスとは兄弟となる。
ローマ神話及び建国神話ではラテン人の賢明な王として登場し、アマータという人間の女性を娶って王女ラウィーニアを儲けている。彼は一人娘のラウィーニアをルトゥリ人の王トゥルヌスへ嫁がせたが、婚姻の前にギリシア神話に登場するトロイアの貴族アエネーアースが長男アスカニウスと共に、カルターゴーの女王ディードーの元から逃れてくる。ラティーヌスはアエネーアースとトロイア人の従士達を臣下とし、勇敢さからラティーヌスの信頼を得たアエネーアースは王女ラウィーニアを妻に迎えた。
許婚を奪われたトゥルヌスは当然ながら怒り、トロイア戦争でギリシア人に味方した女神ユーノーの加護やアマータの協力を得て、力尽くで花嫁を奪え返さんとラティウムへ攻め入った。ラティーヌスはアエネーアースと共に戦い戦場で命を落とすが、ルトゥリ人もまた敗れ去り、トゥルヌスは倒れた。戦いの後、ラウィーニアはアエネーアースの次男シルウィウスを生んだ。シルウィウスは異母兄アスカニウスの助けを得てアルバ・ロンガの王（アルバ王）となり、シルウィウスの子孫が代々アルバ王を継承していった。その末裔であるロームルスとレムスがローマを建設し、古代ローマの文明が始まったとされている。